# Malurus assimilis
El maluro de espalda morada, Malurus assimilis, es un malúrido nativo de Australia. Descrito por Alfred John North en 1901, tiene cuatro subespecies reconocidas. Es una especie que muestra dimorfismo sexual, el colorido y brillante macho en plumaje nupcial tiene los hombros de color castaño, el píleo y las cobertoras auriculares azules, mientras que los machos en plumaje no nupcial, las hembras y los juveniles tienen un plumaje predominantemente gris-marrón, aunque las hembras de dos subespecies tienen principalmente plumajes azules-gris. Distribuido por gran parte del continente australiano, el maluro de espalda morada habita zonas de matorral con abundancia de la vegetación que proporciona densa cobertura.

## Taxonomía y sistemática
El ornitólogo australiano Alfred John North describió el maluro de espalda morada en 1901. Añadió que Edward Pierson Ramsay ya había notado que los especímenes del interior eran diferentes a los especímenes costeros del maluro variegado unos 25 años antes. Aun así, el ornitólogo aficionado australiano Gregory Mathews lo consideró una subespecie del maluro variegado.
Mathews los nombró entonces como la subespecie mastersi propia del Territorio del Norte, basándose de una coloración azul más pálida de las cobertoras auriculares del macho adulto, la subespecie occidentalis de Australia Occidental basándose en su píleo más azul que morado, y la subespecie mungi de Australia Noroccidental basándose en un color más oscuro de las cobertoras auriculares del macho y la coloración  parda de la hembra. Ninguno fue reconocido como una especie diferente.
También describió las subespecies dulcis y rogersi como subespecies del maluro amable.
Durante  mucho tiempo fue considerado una subespecie del maluro variegado hasta que su diversidad genética condujo de nuevo a volver a ser una especie diferente en 2018.
Dentro de su género, pertenece a un grupo de cinco especies muy similares que reciben el nombre conjunto de maluros de hombros castaños. Las otras cuatro especies son el maluro amable, el maluro variegado, el maluro elegante y el maluro pechiazul
. Mathews describió el género Leggeornis para el grupo ahora reclasificado como un subgenénero dentro de Malurus.
Un análisis del ADN mitocondrial y nuclear en 2011, encontró que el maluro de espalda morada estaba situado dentro del grupo de maluro variegado, y es un taxón hermano del maluro amable.
Como otros maluros, el maluro de espalda morada no está relacionado con los verdaderos cucaracheros (troglodítidos). Inicialmente, se pensó que los maluros  pertenecían a la familia de los papamoscas del Viejo Mundo (Muscicapidae) o a la familia de las currucas (Sylviidae) antes de ser colocados en su propia familia (Maluridae) en 1975.
Más recientemente, análisis de su ADN ha mostrado que la familia está más estrechamente relacionada con los melifágidos (Meliphagidae) y los pardalótidos (Pardalotidae) dentro de la gran superfamilia Meliphagoidea.
"Purple-backed fairywren" ha sido designado el nombre oficial en inglés por la Unión Ornitológica Internacional (IOC).

### Subespecies
Actualmente se reconocen cuatro subespecie. Hay zonas con formas intermedias entre los rangos de cada subespecie.
- Maluro de flancos violáceos (M. a. dulcis) - Mathews, 1908: Originalmente descrito como especie separada[11] aunque ésta y M. a. rogersi fueron consideradas durante mucho tiempo formas del maluro amable hasta que se apreció una intergradación en una amplia área del norte de Australia con la subespecie assimilis.[12] Alternativamente fue nombrada como maluro de flancos violáceos. Como subespecies rogersi, las hembras son predominantemente azules-grises más que grises-marrones y tienen bridas y anillos oculares blancos más que el de color rufo como en la otra subespecie.[13] Está presente en la Tierra de Arnhem en el norte de Australia Central.[14]

- Maluro de Rogers (M. a. rogersi) - Mathews, 1912: Anteriormente considerado como especie separada y también como el mismo taxón que el maluro de flancos violáceos. Aunque los machos son similares a la subespecie assimilis que está ampliamente representada en el interior, las hembras son predominantemente azules-grises más que grises-marrones. Se halla en la región del Kimberley en el norte de Australia Occidental.[15] Una amplia zona híbrida con las hembras de ambas subespecies ha sido detectada en el noreste de Australia Occidental  y el noroeste del Territorio del Norte.[16]

- M. a. assimilis - North, 1901: Está presente a lo largo del centro de Australia, desde Queensland y el oeste de Nueva Gales del Sur hasta la costa de Australia Occidental.[14] Hay una amplia área, donde viven formas intermedias entre esta y el maluro variegado que está bordeada por Goondiwindi, Wide Bay, Rockhampton y Emerald en el sur de Queensland.[12]
- M. a. bernieri - Ogilvie-Grant, 1909: Se encuentra en la Isla de Bernier (cercana a la costa de Australia Occidental).

### Historia evolutiva
En su monografía de 1982, el ornitólogo Richard Schodde propuso un origen nórdico para el grupo de los maluros de hombros marrones debido a la variedad de formas en el norte y su ausencia de ellas en el sureste del continente. Aves ancestrales extendieron sus territorios hacia el sur y colonizaron el suroeste durante un período cálido y más húmedo hace alrededor de 2 millones de años al final del Plioceno o comienzos del Pleistoceno. Las subsiguientes condiciones ambientales más frescas y más secas condujeron a una pérdida de hábitat y a la fragmentación de las poblaciones. Las aves del sudoeste dieron lugar a lo que ahora es el maluro elegante, mientras aquellos en el noroeste del continente llegaron a ser el maluro variegado y otro población aislada en el nordeste han llegado a ser el maluro amable. Condiciones más cálidas y húmedas permitieron de nuevo expandirse hacia el sur, y este grupo que ocupó la parte central del sur de Australia al este de la península de Eyre llegó a ser el maluro pechiazul. Un clima más fresco posterior provocó que quedaran aisladas y que evolucionaran hacia especies diferentes. Finalmente, después del fin del último periodo glacial hace 12,000-13,000 años, las formas variegadas del norte se expandieron de nuevo hacia el sur, dando lugar al maluro de espalda morada. Esto ha tenido como resultado que el rango del maluro variegado se solape con el de las otras cuatro especies. Schodde también propuso que las hembras de color azul-gris de la subespecie del maluro de flancos violáceos era ancestral, mientras que la coloración más marrón de las hembras de formas del sur era una adaptación a los climas más secos. Estudios moleculares posteriores pueden hacer que esta hipótesis tenga que modificarse.
Un análisis molecular de 2017 llevado a cabo por  Alison J. McLean y sus colegas de las diversas subespecies de Australia apoyó en gran medida la hipótesis de Schodde. La Gran Cordillera Divisoria fue una gran barrera y hay una gran separación genética entre las subespecies lamberti hacia su este, y subespecie assimilis y las demás hacia su oeste. McLean Propuso resucitar el estatus de especies separadas del maluro de flancos violáceos como M. assimilis asignando las subespecies hacia el norte y el oeste en esta especie. Una separación genética fue también encontrada a lolargo de la barrera de Eyrean, sugiriendo separar aquellas a su este y a su oeste (como M. assimilis mastersi Mathews) en dos subespecies distintas que reflejaría la divergencia.

## Distribución y hábitat
El maluro de flancos violáceos está ampliamente distribuido por la mayor parte del continente australiano. Es reemplazado en sudoeste de Australia Occidental por el maluro elegante y el maluro pechiazul, y por el maluro amable al norte de una línea entre Normanton y Townsville en el norte de Queensland.
se le puede encontrar en áreas de matorral con abundancia de la vegetación que le proporciona una cobertura densa. Prefiere afloramientos pedregosos y parcelas de Acacia, Eremophila o lignum en el interior y el norte de Australia. Trabajo de campo en el Territorio del Norte mostró que la especie prefiere el bosque abierto dominado por matorrales Acacia shirleyi y Macropteranthes kekwickii antes que eucalipto. Matorrales de la familia de los Chenopodiaceae con otras plantas como Sclerolaena muricata,Chenopodium nitrariaceum y otras  formaciones de tussock y un dosel arbóreo como el Boj negro (Eucalyptus largiflorens) y los cipreses nativos (Callitris).

## Comportamiento

### Reproducción
La reproducción puede tener lugar en cualquier tiempo en interior de Australia, con aves aprovechando la oportunidad de nidificar después de fuertes lluvias, a pesar de que solo una puesta  es normalmente criada cada año.
El nido tiene estructura redondeada o con forma de cúpula y está hecho con hierbas sueltas tejidas, ramitas, cortezas y telas de araña, con una entrada en un lado, y es a menudo más grande que los de los otros maluros. Los nidos encontrados en Shark Bay miden de 9 a 11 cm de alto por 5 a 9 cm de ancho.